# ワシントン郡 (ケンタッキー州)
ワシントン郡（Washington County）は、アメリカ合衆国ケンタッキー州内に位置する郡である。人口は12,027人（2020年）。郡庁所在地はスプリングフィールドである。この郡はジョージ・ワシントンの名を取って命名された。

## 地理
アメリカ合衆国統計局によると、この郡は総面積781 km2 (302 mi2) である。このうち779 km2 (301 mi2) が陸地で2 km2 (1 mi2) が水地域である。総面積の0.31%が水地域となっている。

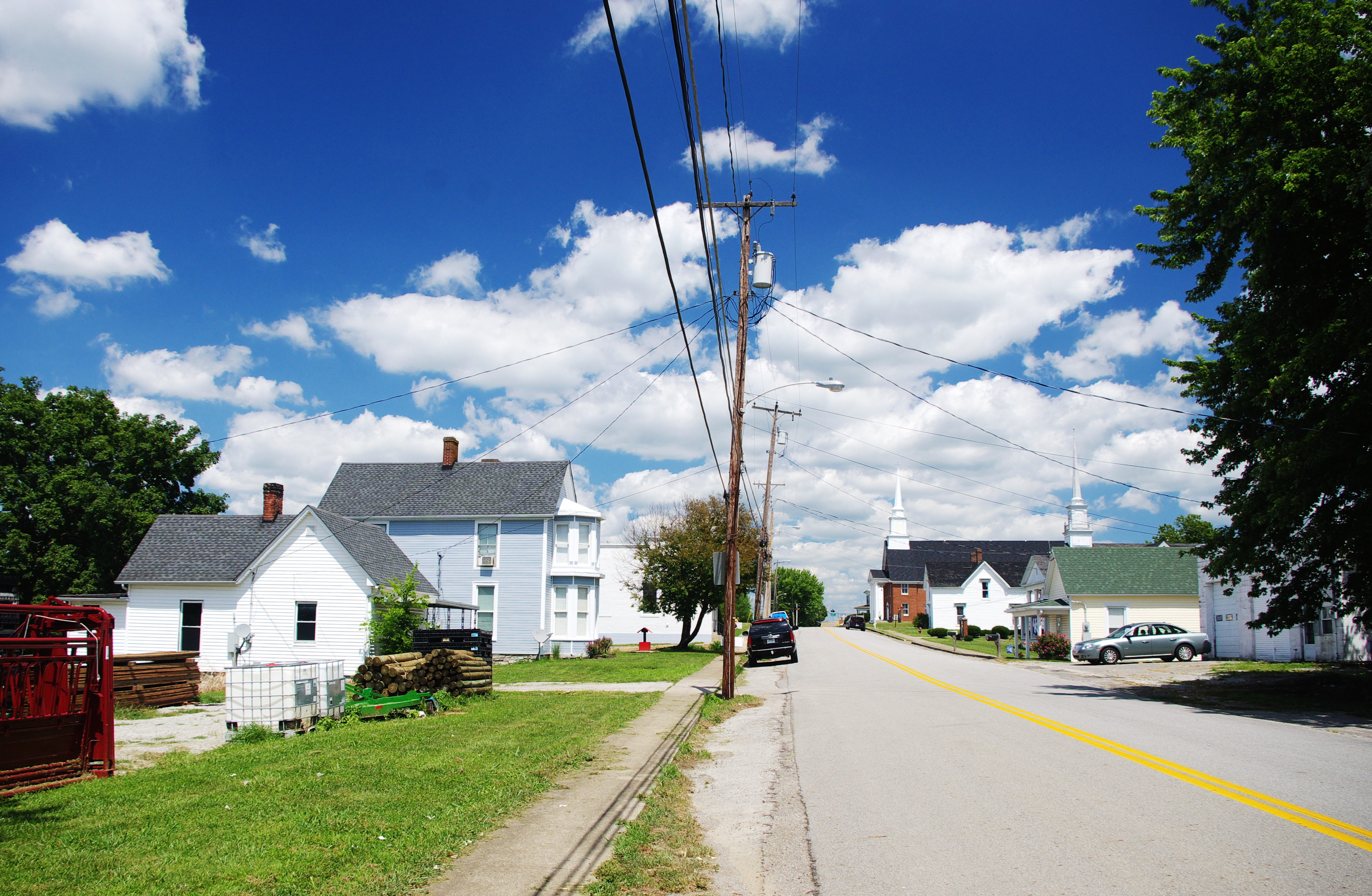
州道152号線

## 人口動勢
2000年国勢調査で、この郡は人口10,916人、4,121世帯、及び3,020家族が暮らしている。人口密度は14/km2 (36/mi2) である。6/km2 (15/mi2) の平均的な密度に4,542軒の住宅が建っている。この都市の人種的な構成は白人90.62%、アフリカン・アメリカン7.51%、先住民0.16%、アジア0.28%、太平洋諸島系0.00%、その他の人種0.61%、及び混血0.82%である。ここの人口の1.60%はヒスパニックまたはラテン系である。
この郡内の住民は25.30%が18歳未満の未成年、18歳以上24歳以下が8.80%、25歳以上44歳以下が27.90%、45歳以上64歳以下が23.10%、及び65歳以上が15.00%にわたっている。中央値年齢は37歳である。女性100人ごとに対して男性は96.60人である。18歳以上の女性100人ごとに対して男性は91.90人である。
この郡内の世帯ごとの平均的な収入は33,136米ドルであり、家族ごとの平均的な収入は39,240米ドルである。男性は27,624米ドルに対して女性は21,593米ドルの平均的な収入がある。この郡の一人当たりの収入 (per capita income) は15,722米ドルである。人口の13.50%及び家族の10.30% は貧困線以下である。全人口のうち18歳未満の14.40%及び65歳以上の19.60%は貧困線以下の生活を送っている。

## 都市及び町
- スプリングフィールド
- ウィリアムズバーグ
- Mackville
- Manton